# Ridderorden in Peru
De Republiek Peru heeft sinds de onafhankelijkheid van Spanje in 1830 een aantal ridderorden ingesteld. We noemen:
- De Peruviaanse Orde van de Zon (Orden del Sol del Péru) 1821
- De Orde van Verdienste voor Belangrijke Diensten (Orden al Mérito por Servicios Distinguidos) 1950
- De Orde van de Bevrijder Ramon Castilla (Orden del Libertador Liberator Ramon Castilla) ????
- De Orde van het Kruis van Militaire Verdienste  (Cruz Peruana al Mérito Militar) 1949
- De Militaire Orde van Ayacucho (Orden Militar de Ayacucho) 1824
- De Orde van het Peruviaanse Kruis van Maritieme Verdienste (Orden al Mérito Naval) 1946
- De Orde van het Peruviaanse Kruis van Verdienste voor de Luchtmacht 1946
- De Orde van de Ambtenarij ????
- De Orde van Hipolito Unanue (Orden del Hipolito Unanue) ????
- De Orde van Verdienste voor de Politie 1945, nu opgeheven.
- De Orde van Verdienste van de Burgerwacht en de Politie ????